# Рынгу (посёлок)
Ры́нгу (эст. Rõngu) — посёлок в волости Элва уезда Тартумаа, Эстония.
До административной реформы местных самоуправлений Эстонии 2017 года входил в состав волости Рынгу (упразднена) и был её административным центром.

## География и описание
Расположен у шоссе Тарту—Валга, в 13 км к юго-западу от волостного центра — города Элва, и в 35 км к юго-западу от уездного центра — города Тарту. Высота над уровнем моря — 80 метров.
Климат умеренный. Официальный язык — эстонский. Почтовый индекс — 61001.

## Население
По данным переписи населения 2021 года, в Рынгу насчитывалось 712 жителей, из них 673 (94,9 %) — эстонцы.
По данным переписи населения 2011 года, в посёлке проживали 799 человек, из них 779 (97,5 %) — эстонцы.
Численность населения посёлка Рынгу по данным переписей населения:
| Год  | 1959 | 1970  | 1979  | 1989  | 2000  | 2011  | 2021  |
| ---- | ---- | ----- | ----- | ----- | ----- | ----- | ----- |
| Чел. | 376  | ↗ 621 | ↗ 773 | ↗ 880 | ↘ 743 | ↗ 799 | ↘ 712 |

## История
В источниках 1558 года упоминается Рындех, 1582 года — Ryngien (деревня), 1782 года — Rönko mois (мыза), 1839 года — Röngo.
Вассальное городище Рынгу (именуемое также замком), которое в настоящее время расположено в деревне Лоссимяэ (эст. Lossimäe) и из которого позже возник центр мызы, впервые упоминается в 1413 году (in castro Ringen). В 1759 году мыза была поделена на две: Грос-Ринген (нем. Groß-Ringen, Сууре-Рынгу, эст. Suure-Rõngu mõis — «Большая Рынгу», в 1782 упоминается как Ränko mois, в 1839 году — Schloß Ringen) и Клейн-Ринген (нем. Klein-Ringen, Вяйке-Рынгу, эст. Väike-Rõngu mõis — «Малая Рынгу», в 1782 году упоминается как Koka и Weike Ränko mois).
В XIV веке была построена Рынгуская церковь Святого Михаила. После Ливонской и Северной войн от церкви уцелели только стены. В 1863 году была возведена высокая, диагонально расположенная западная башня с опорными столбами (Johann Gottfried Mühlenhausen). В 1900 году церковь была полностью реконструирована по проекту Рудольфа фон Энгельгардта (строитель Я. Хоппе).
На военно-топографических картах Российской империи (1846–1863 годы), в состав которой входила Лифляндская губерния, деревня обозначена как С. Рингенъ; также обозначены и обе мызы: мз. Шлосъ Рингенъ и мз. Клейнъ Рингенъ.
В 1920-х годах, после земельной реформы, на землях бывших мыз возникли два поселения: Сууре-Рынгу и Вяйке-Рынгу. Первое из них в 1939 году получило статус деревни и с 1977 года называется Лоссимяэ, второе поселение в 1977 году объединили с деревней Тилга (эст. Tilga).
Нынешний посёлок Рынгу в 1923 году числился в списках как церковное поселение Рынгу (эст. Rõngu kirikuasundus). Этот населённый пункт возник в конце XIX века на месте пересечения двух важных дорог и в 1920-х годах стал называться посёлком (эст. Rõngu alevik).
В XVII веке упоминается озеро Рынгу (в 1628 году как Ringe Jerw, в 1638 году — Rengoserwe). Возможно, это — нынешнее озеро Мядаярв (эст. Mädajärv).
На северной окраине посёлка находится Хиугемяги (эст. Hiugemägi) – древнее место поклонения и захоронения (Археологический памятник с 1998 года), а с 1977 года в границы посёлка Рынгу включена и часть бывшей деревни Хиугемяэ (эст. Hiugemäe).

Советский памятник на братской могиле павших во II мировой войне в Рынгу, 2020 год. Демонтирован в 2022 году

В советское время в посёлке находилась центральная усадьба колхоза «Рынгу», работали завод вин, филиал Таллинского электротехнического завода им. М. И. Калинина, радиорелейная станция, почтовое отделение, больница, амбулатория, аптека, дом культуры и библиотека.
В 1950-е годы на расположенной на территории посёлка братской могиле советских воинов, павших в Второй мировой войне, и жертв террора (исторический памятник с 1997 до 2023 года) был установлен памятник с надписью «Вечная слава героям, павшим в боях за свободу и независимость нашей Родины 1941—1945»; на плите с именами надпись «Ваше сердце горело, воспламенялось и гасло, пока вы служили своей стране» (число захороненных согласно советским документам — 59). В протоколе от 30 ноября 2022 года рабочая группа по советским памятникам при Госканцелярии Эстонии (РГСП) признала памятник «красным монументом», подлежащим демонтажу. Памятник был демонтирован до даты публикации протокола РГСП. Найденные в ходе раскопок 9 ноября 2022 года останки двух красноармейцев перезахоронены 29 ноября на кладбище Рынгу в деревне Лоссимяэ (см. Список советских военных памятников Эстонии). 

## Инфраструктура
По состоянию на 2023 год в посёлке работали детский сад «Pihlakobar» («Гроздь рябины»), средняя школа, библиотека, народный дом, дом по уходу, магазин торговой сети «Coop».
Крупнейшие работодатели посёлка по состоянию на 30 сентября 2023 года:
| Предприятие/организация     | Вид деятельности                                                   | Численность работников |
| --------------------------- | ------------------------------------------------------------------ | ---------------------- |
| Promens AS                  | Производство изделий из пластмассы                                 | 222                    |
| Rõngu Pagar OÜ              | Производство хлебо-булочных и кондитерских изделий                 | 71                     |
| Rõngu Keskkool              | Средняя школа                                                      | 38                     |
| Sihtasutus Rõngu Hooldekodu | Дом по уходу                                                       | 38                     |
| Rõngu Lasteaed Pihlakobar   | Детский сад                                                        | 35                     |
| Rõngu Mahl AS               | Переработка и консервирование фруктов и овощей; производство соков | 21                     |

## Достопримечательности
- Церковь святого Михаила ( памятник архитектуры) и церковный сад ( исторический памятник и археологический памятник)[24];
- памятник Освободительной войне ( исторический памятник)[25];
- Рынгуская корчма ( памятник архитектуры)[26]
- амбар бывшей церковной мызы Рынгу ( памятник архитектуры)[27],
- Музей музыкальных инструментов, где представлено более 3100 экспонатов, среди которых музыкальные инструменты и другие вещи, связанные со звуками: динамики, микрофоны, усилители, проигрыватели, магнитофоны и пр.[28]

## Галерея

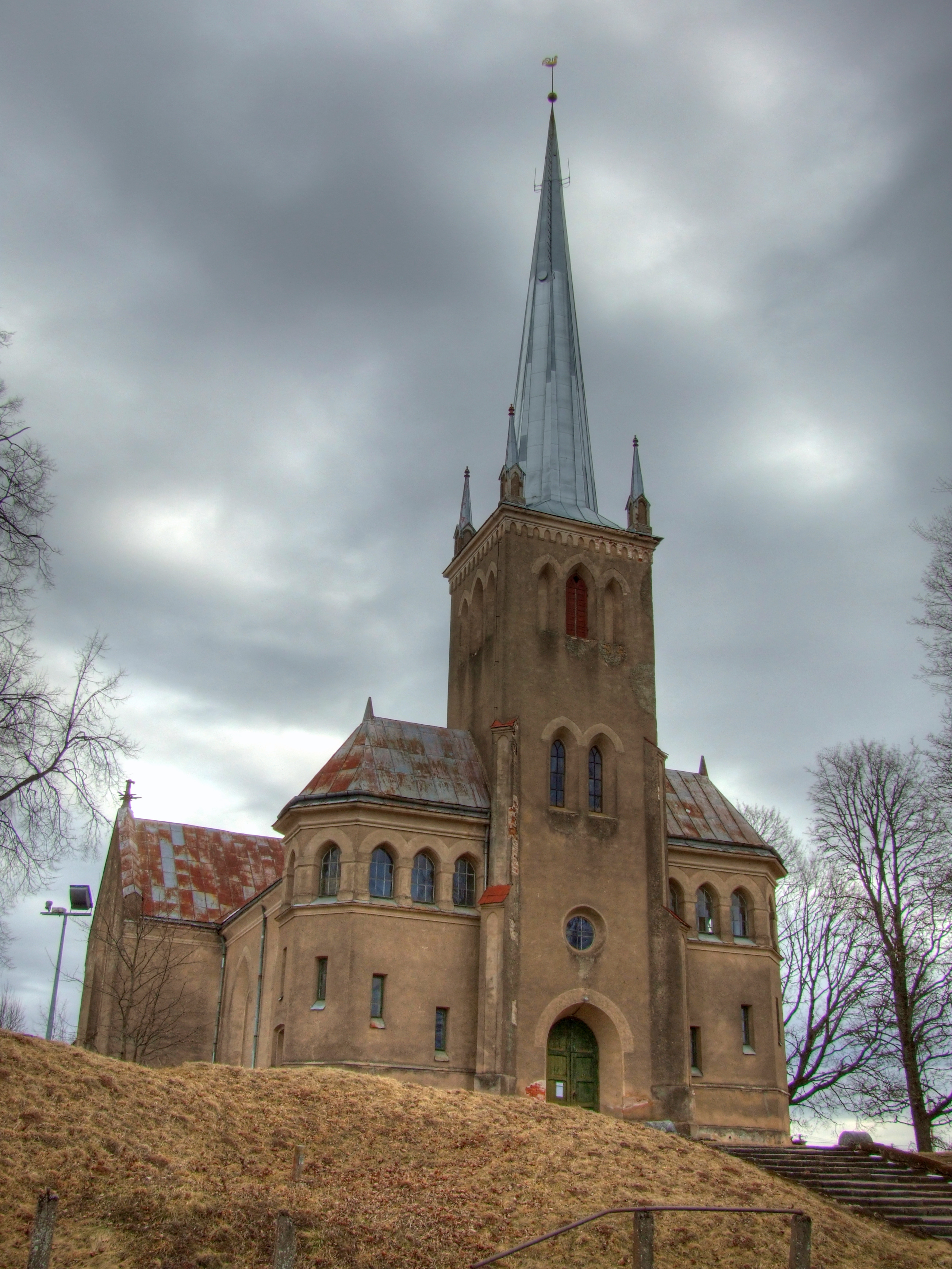
Церковь св. Михаила
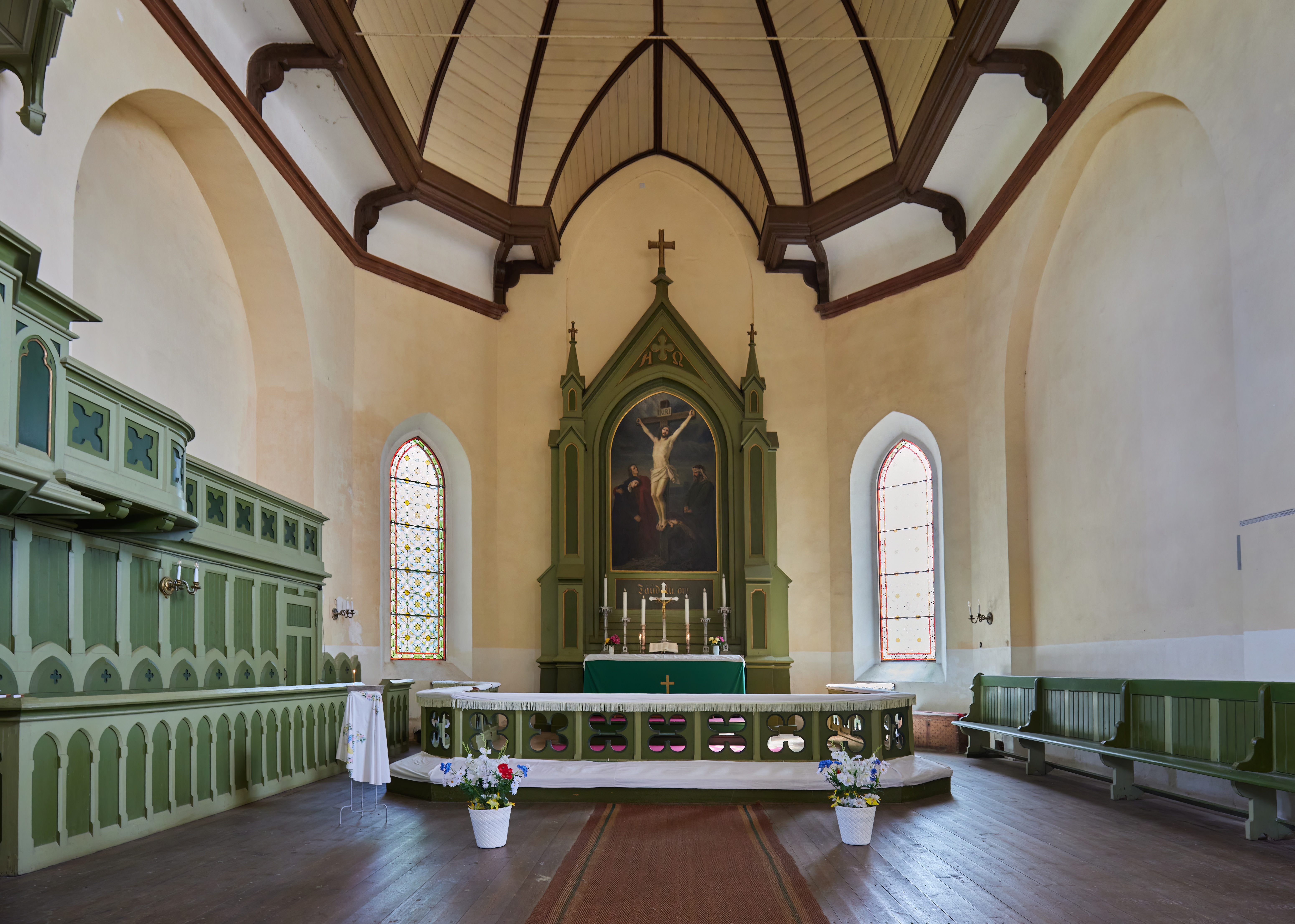
Интерьер церкви св. Михаила
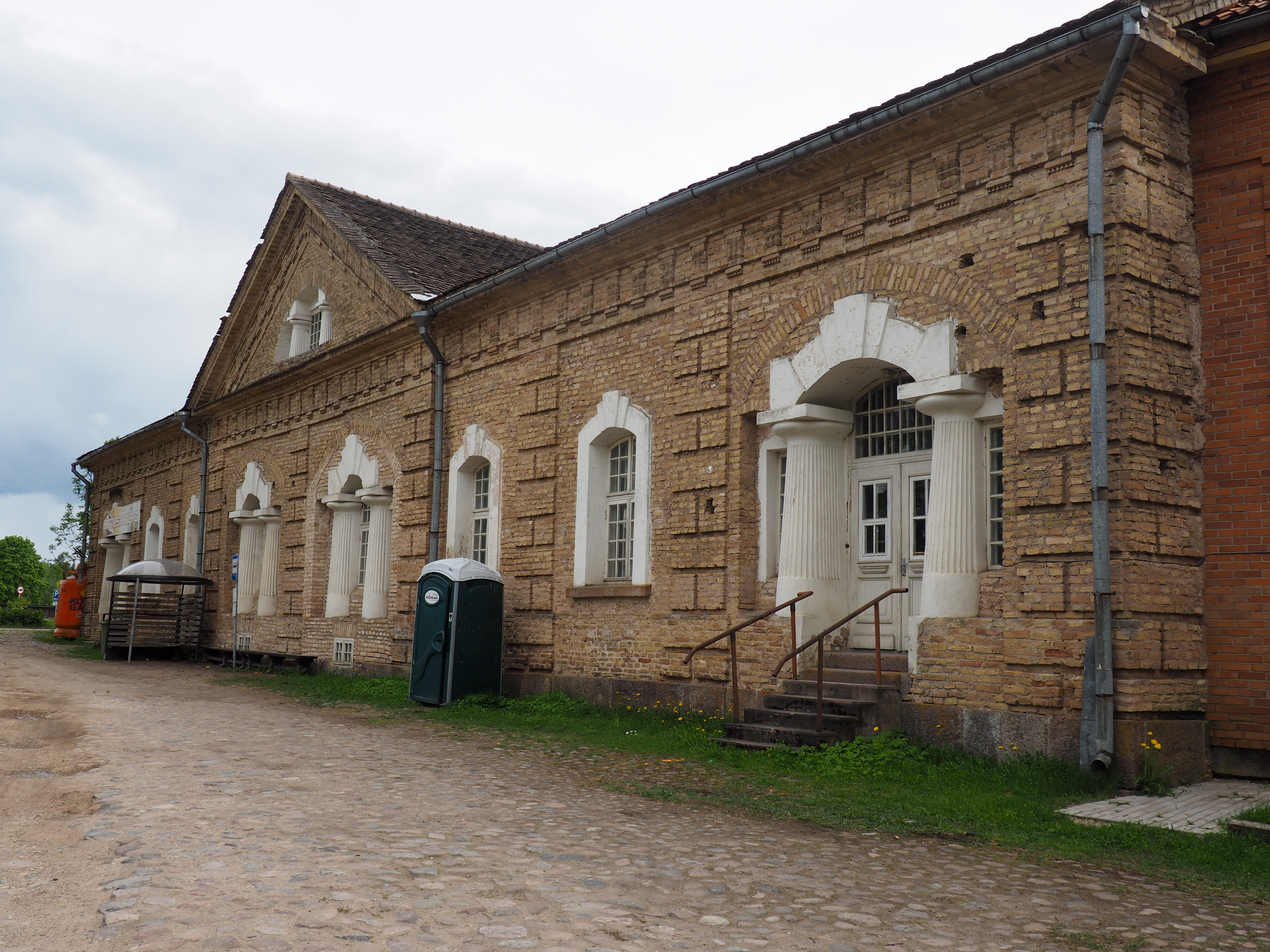
Рынгуская корчма
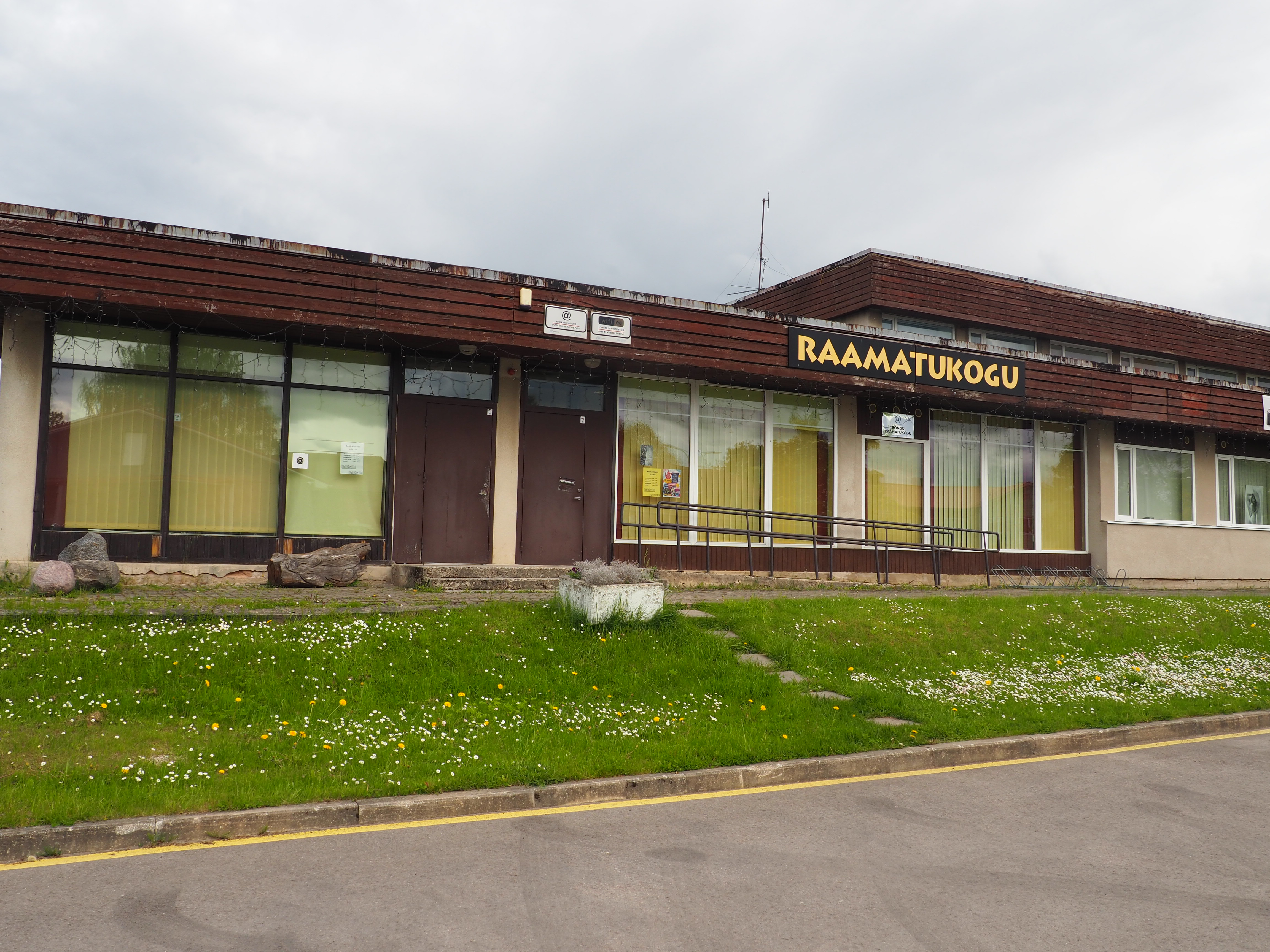
Библиотека
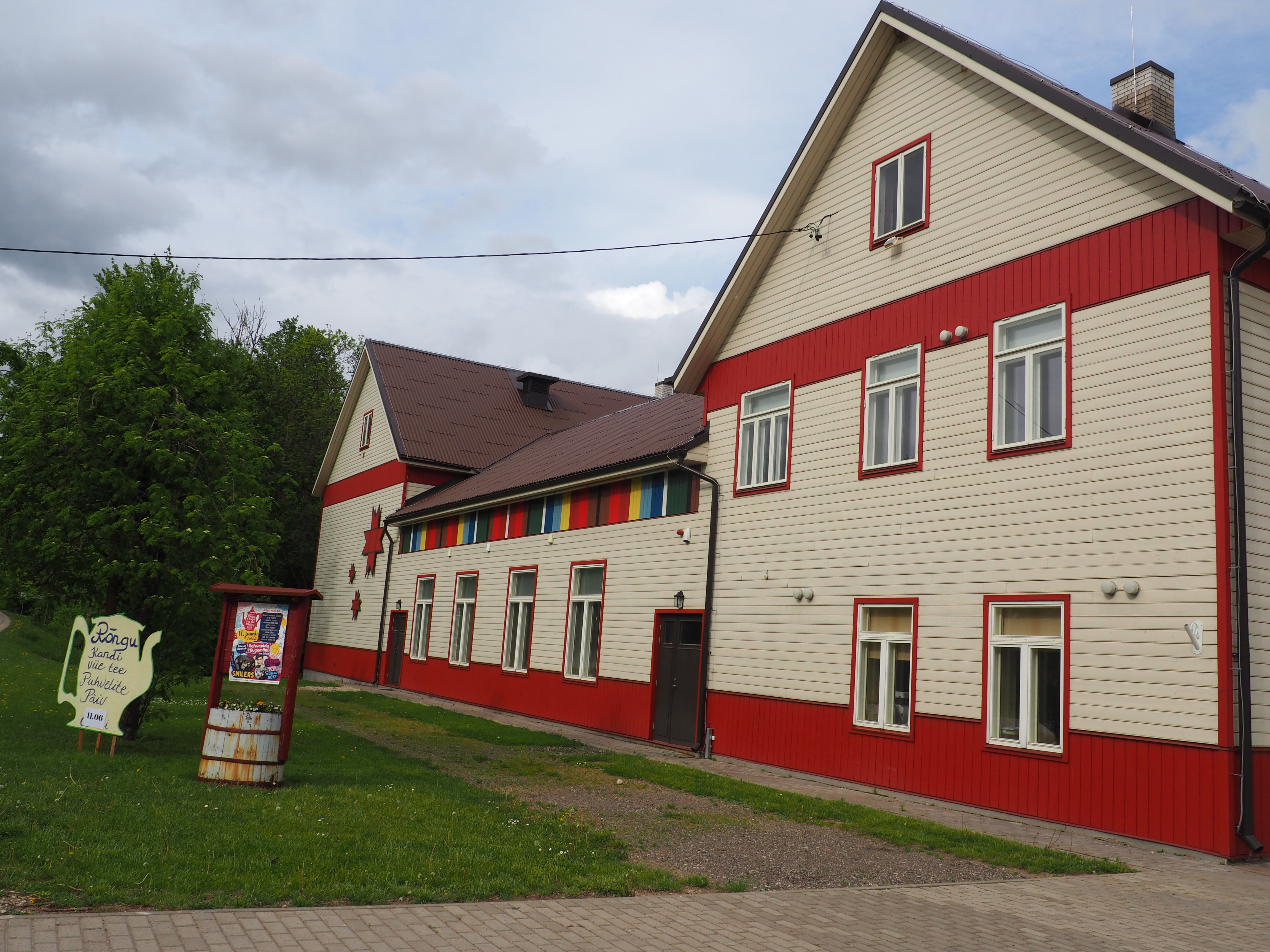
Народный дом
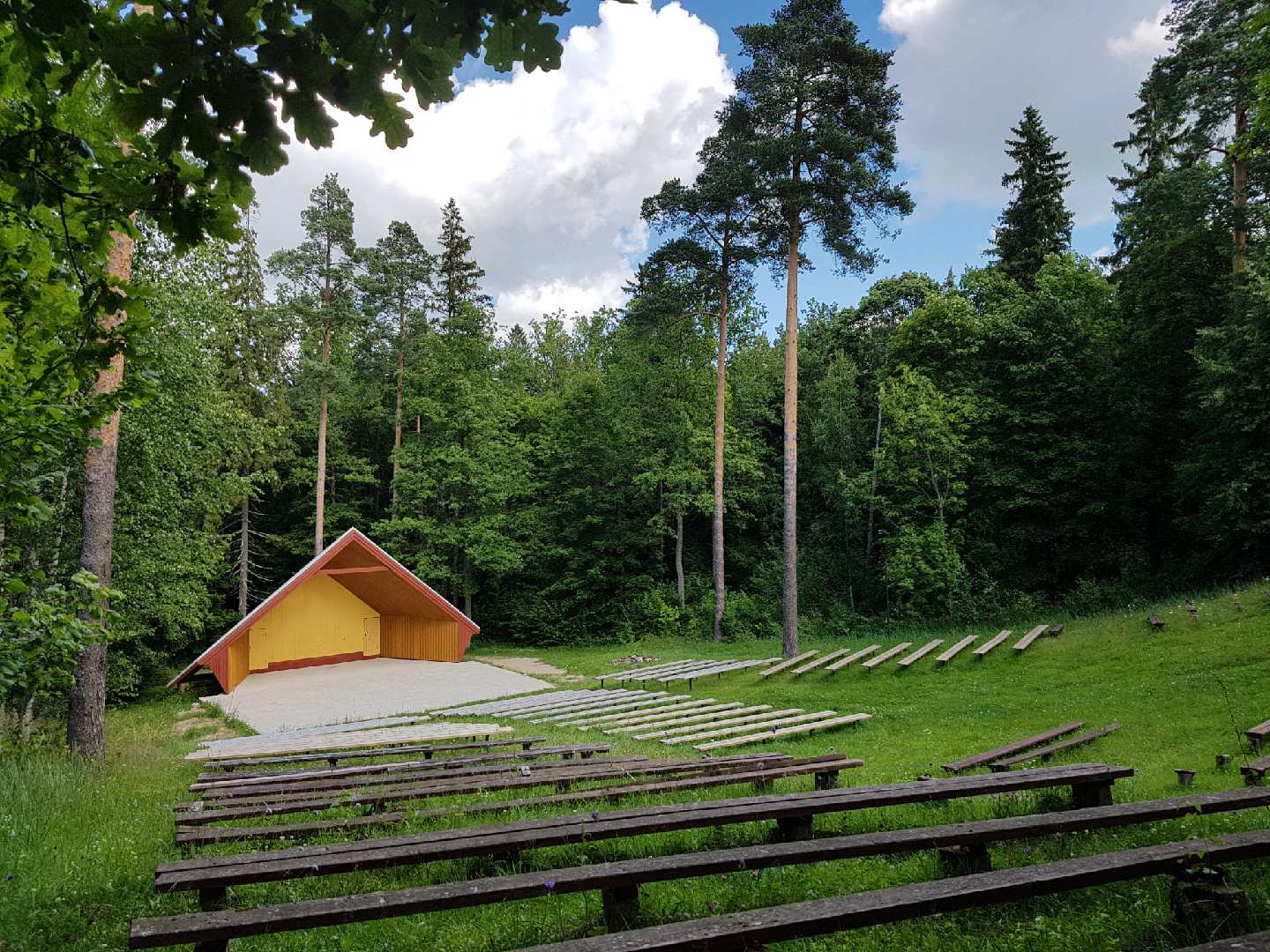
Певческая эстрада
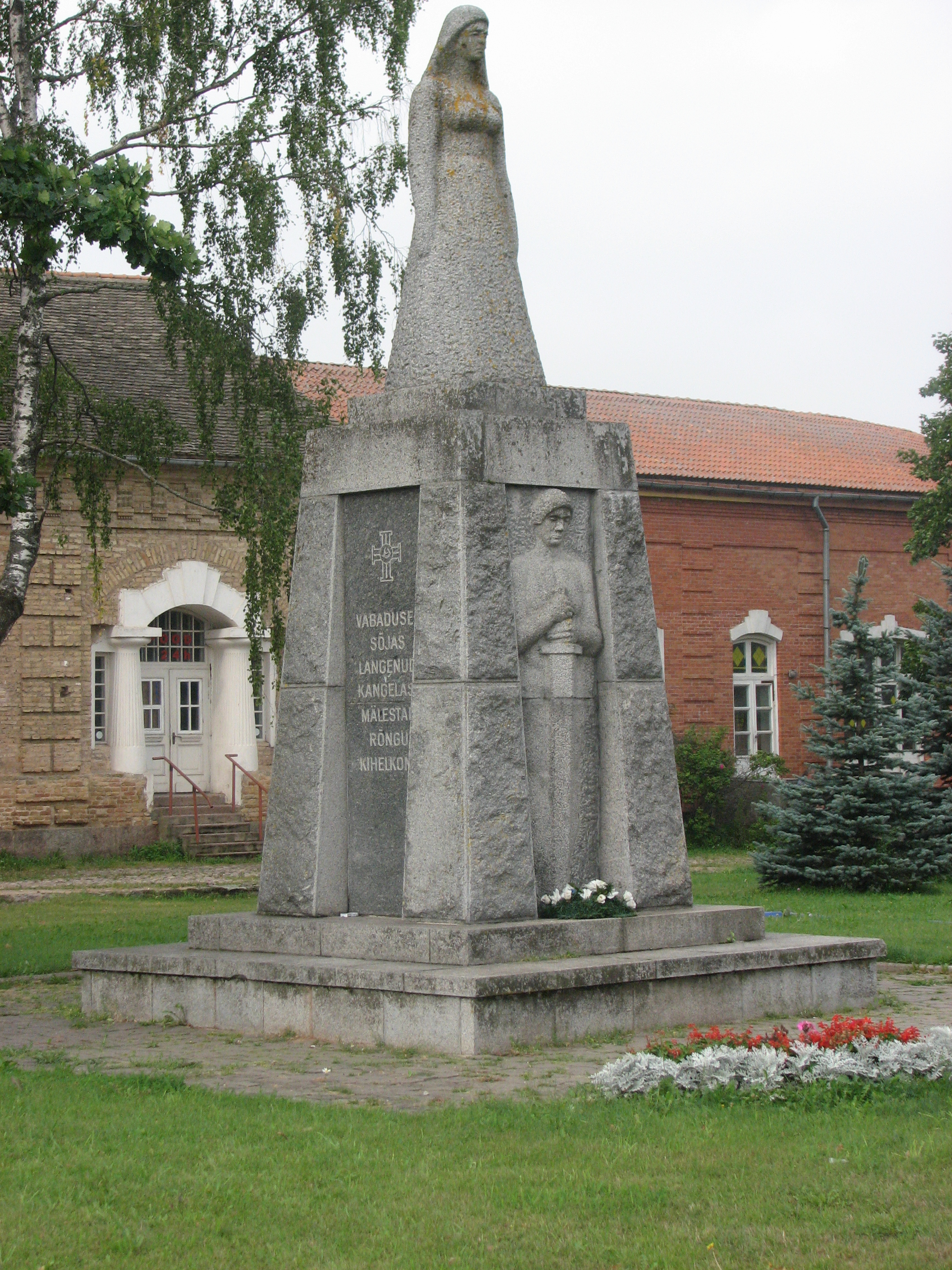
Памятник Эстонской освободительной войне
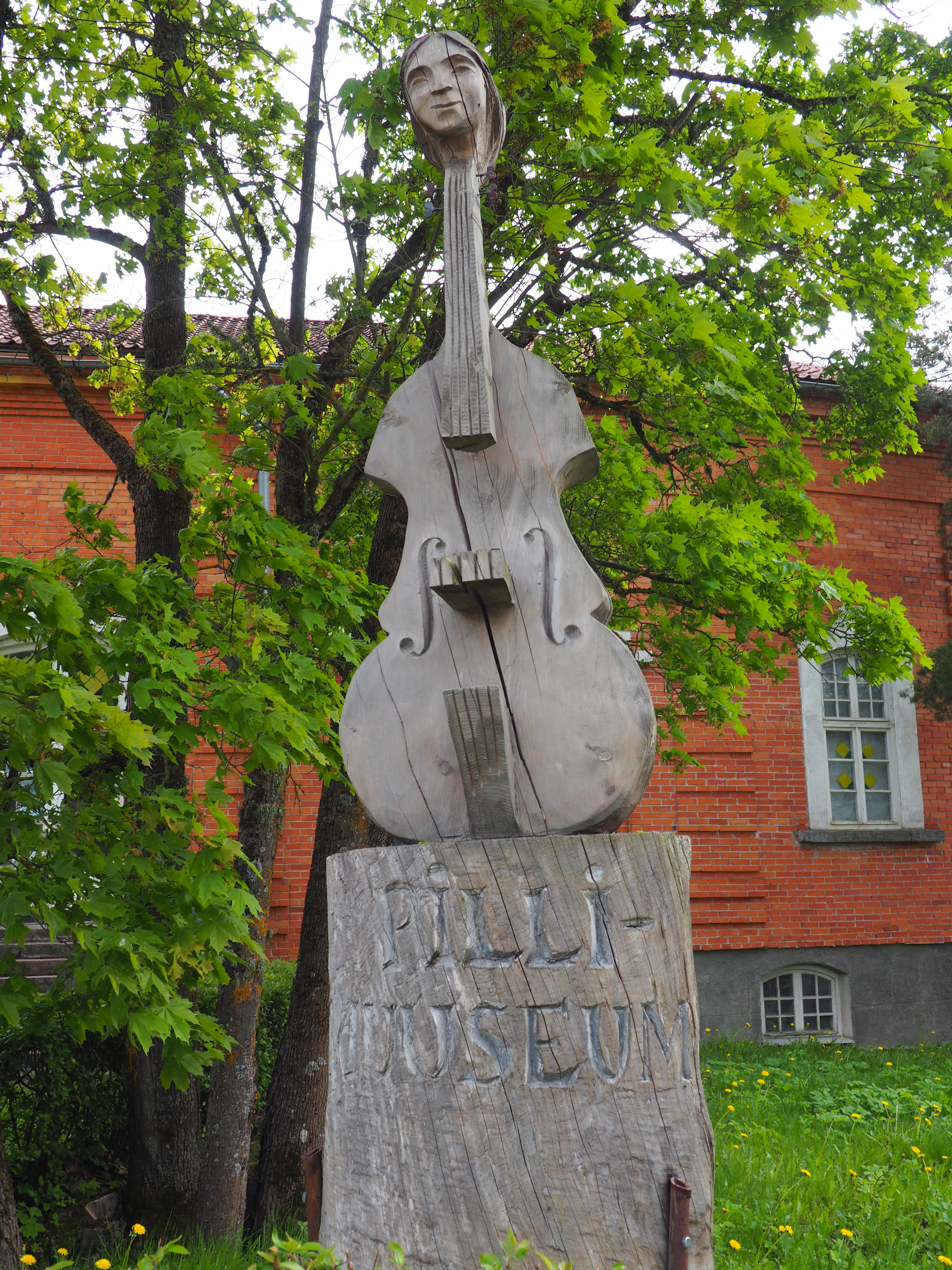
Музей музыкальных инструментов
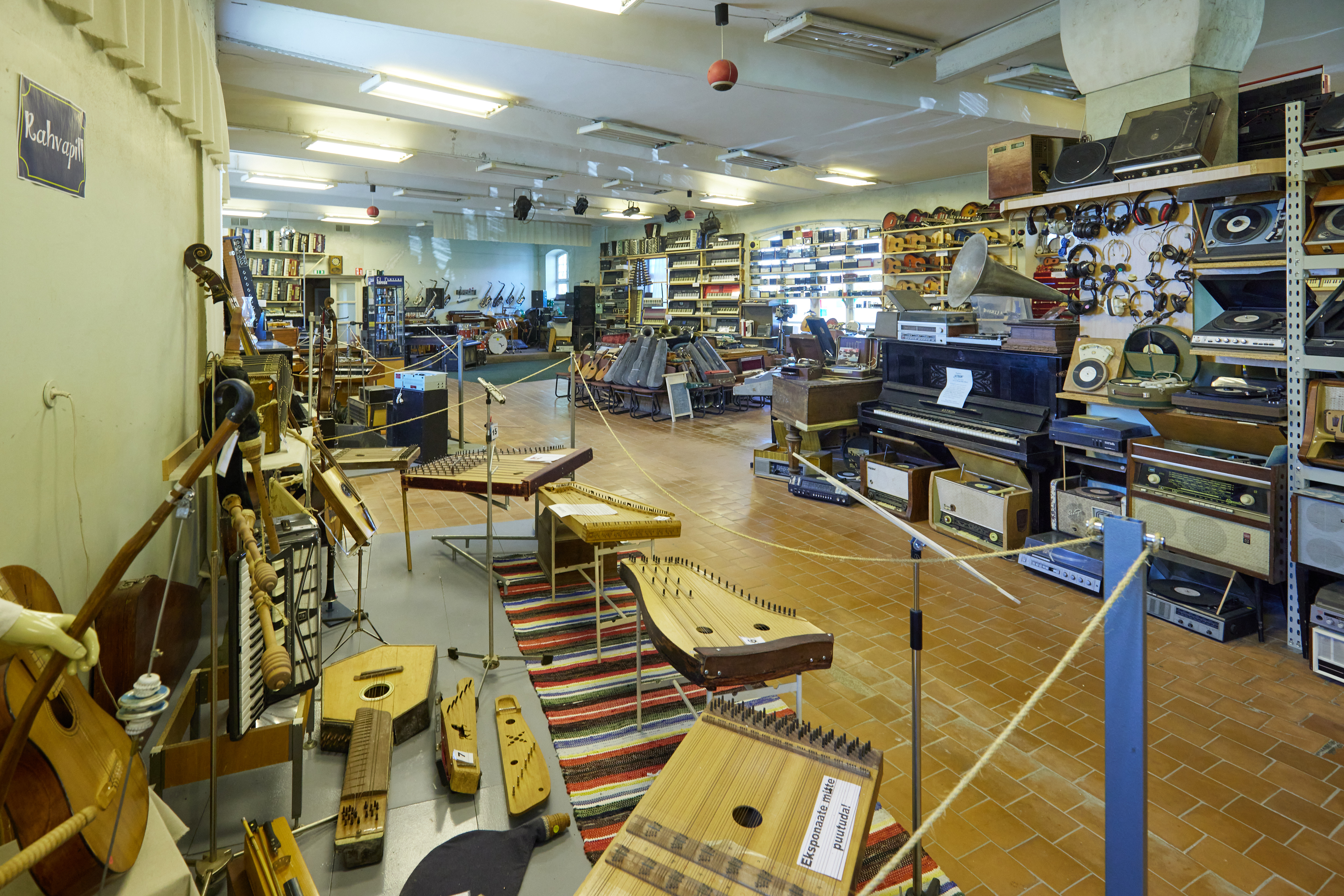
Музей музыкальных инструментов
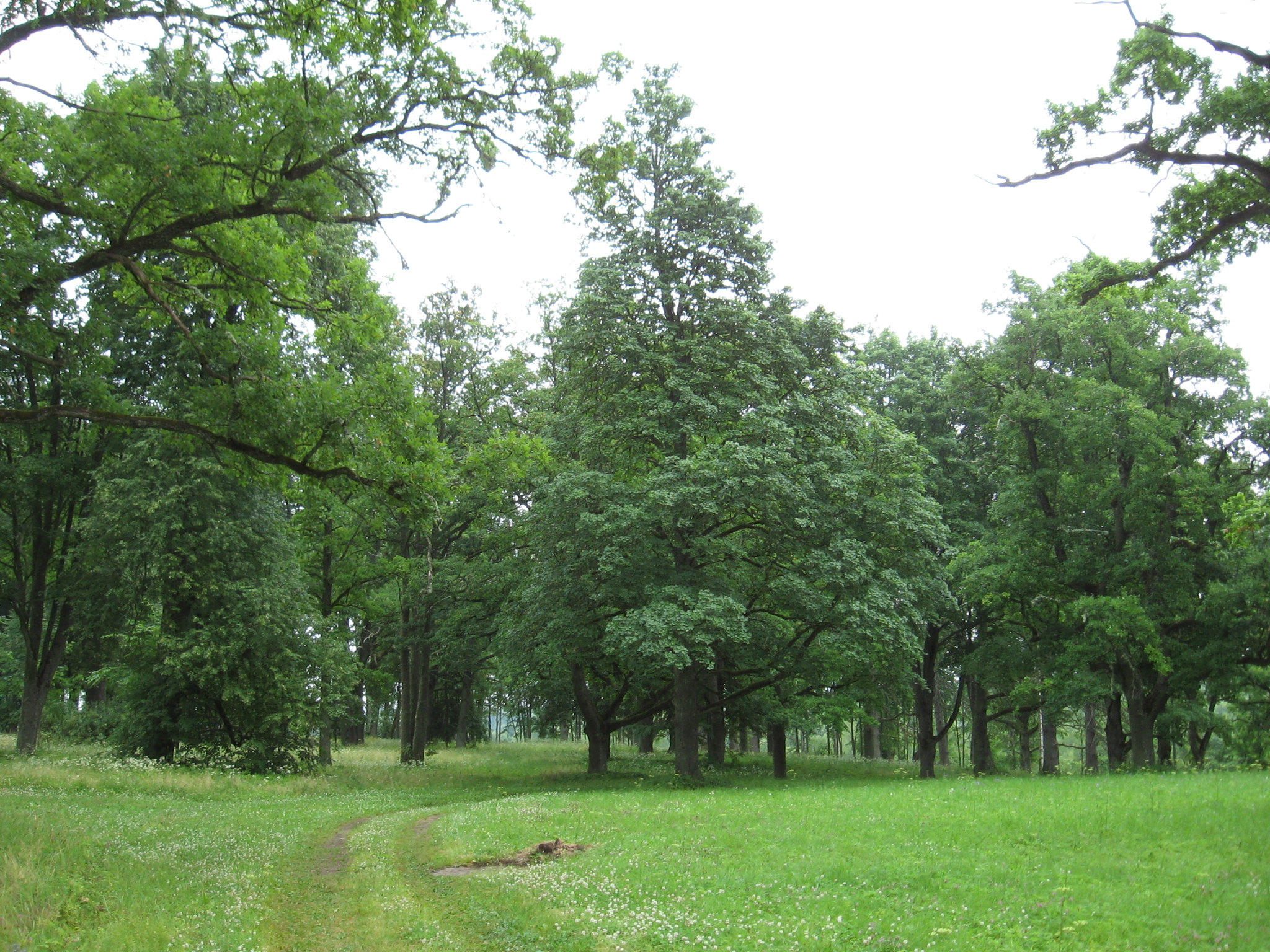
Парк бывшей мызы Грос-Ринген (Сууре-Рынгу)